# Сибирский хаски
Сибирский хаски — заводская специализированная порода собак, выведенная чукчами северо-восточной части Сибири и зарегистрированная американскими кинологами в 1930-х годах как ездовая собака, полученная от аборигенных собак Дальнего Востока России, в основном из Анадыря, Колымы, Камчатки у местных оседлых приморских племён — юкагиров, кереков, азиатских эскимосов и приморских чукчей — анкальын (приморские, поморы — от анкы (море)).
Эта аборигенная ездовая собака Дальнего Востока является одной из древнейших пород собак. В настоящее время выведенная порода «сибирский хаски» используется не только как ездовая, но и как компаньон, выставочная собака и собака-поводырь.

## История породы

### Собаки русского Дальнего Востока
Ездовые собаки Дальнего Востока России разводились аборигенными оседлыми народами, занимавшимися ловлей рыбы и охотой на морского зверя и принадлежавших к так называемой «охотской культуре». Потомки этих народов — нивхи, юкагиры-чуванцы, кереки, отчасти азиатские эскимосы, сохранили традицию разведения ездовых. Неслучайно эти районы соседние народы называли «страной собак»: имея достаточное количество корма — сушеной рыбы, они были в состоянии прокормить большое количество псов, необходимых для хорошей упряжки, для которой требовалось, как минимум, 9 собак.
Толчок развитию ездового собаководства дали в XVII—XVIII веках русские, активно осваивавшие эти районы в поисках «мягкого золота» — им требовался транспорт для доставки товаров, почты и для езды должностных лиц. Появился и распространился новый тип более крупной и вместительной нарты, так называемый, «восточно-сибирский русский». И, соответственно, потребовалось большее количество собак для её транспортировки. Русские охотно нанимали местных каюров и активно обучались сами. Когда в 1920 г. Амундсен побывал у русских старожилов Колымы, то он восторженно написал: «В езде на собаках эти русские и чукчи стоят выше всех, кого мне приходилось видеть».
Когда началась «Золотая лихорадка» на Аляске, резко возрос спрос на ездовых собак и у жителей Северной Америки. А так как русский Дальний Восток ими был освоен довольно неплохо (американские браконьеры активно вели китобойный и тюлений промысел в районах Чукотки, Камчатки и Охотского моря), то собак повезли из этих мест.
Переселение в США
Ездовые собаки русского Дальнего Востока впервые были завезены на Аляску в 1908 году. Поскольку они обладали отличными гоночными качествами, то продолжали привозиться в США в течение последующих двух десятилетий для участия в гонках и для дальнейшего разведения. В СССР же, когда был составлен общий реестр северных пород, ездовые сибирского Севера, Дальнего Востока, Сахалина, Чукотки выпали из этого реестра, поскольку началась политика слияния пород в одну, а затем ездовая собака была признана не перспективной, поскольку её должен был заменить авиатранспорт и мото-сани. В 1934 году порода «сибирский хаски» была официально признана в США и на неё был установлен стандарт.
История сохранила для нас имена людей, которые стояли у истоков создания этой заводской породы. Это торговец пушниной родом из Российской империи Уильям Гусак (участвовал в аляскинских гонках в 1909 году), шотландский золотодобытчик Фоке Маул Ремси (в 1911 году), торговец пушниной Олаф Свенсон, серьёзно изучавший чукотскую практику содержания и разведения этих собак в конце 1930-х годов, и, конечно же, каюр Леонард Сеппала.

### История упряжки Леонарда Сеппалы и доставка вакцины в город Ном
Норвежец Леонард Сеппала прибыл на Аляску в 1901 году, с 1915 года он многократно побеждал в разных гонках со своими собаками, привезенными из Сибири. Сеппала был признан самым скоростным каюром, он неизменно побеждал в гонках в течение нескольких лет подряд. Он стал главной фигурой «великой гонки милосердия» зимой 1925 года, когда в охваченный эпидемией дифтерии аляскинский город Ном потребовалось доставить лекарство от ближайшей станции железной дороги, что можно было сделать только на собачьих упряжках. В январе 1925 года из аляскинского города Ном, практически изолированного от внешнего мира, по телеграфу было передано сообщение: «Ном вызывает… Ном вызывает… У нас вспышка дифтерии… Нет сыворотки… Нам срочно нужна помощь… Ном вызывает…». Сеппала с упряжкой прошёл самый трудный участок пути — залив Нортон, а его вожак, сибирский хаски Того, отличился более всех, оказав Леонарду неоценимую помощь, и оставил впоследствии многочисленное высококачественное потомство.
Арктический шторм, бушевавший над Номом, не позволял аэропланам из Сиэтла, где имелся запас сыворотки, доставить лекарство по воздуху. Партию отправили из Анкориджа поездом до Ненаны, где заканчивалась железнодорожная линия; пройти дальше могли только собачьи упряжки, по пути из Анкориджа в Ном, называвшимся Iditarod Trail. Снаряженная экспедиция-эстафета для скорейшей доставки сыворотки состояла из 20 погонщиков и около 150 собак, они должны были пройти участок пути из Ненаны в Ном длиной в 1 085 км.

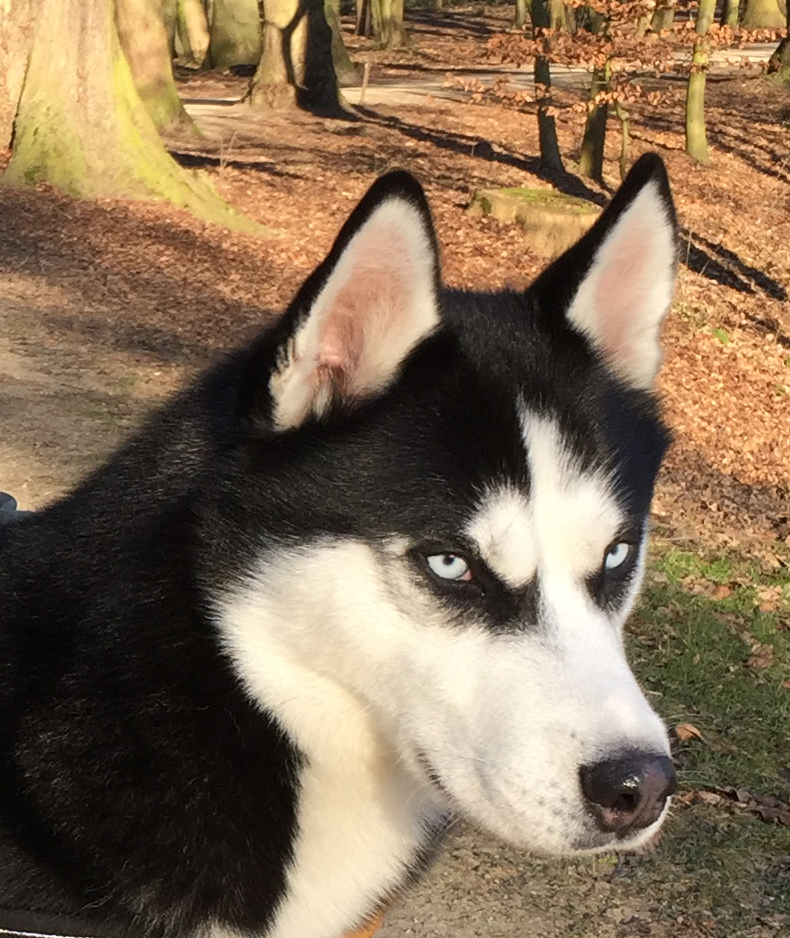

Леонард выехал из Нома с намерением получить сыворотку в Нулато. Возле деревни Шактолик, примерно в трехстах километрах от Нома, он увидел каюра, перевозившего партию на том участке пути. Они чуть не разминулись в метели, но Сеппала успел остановить упряжку, получил лекарство и, развернув собак, отправился в обратный путь.
Температура была 30 градусов ниже нуля; стараясь сэкономить драгоценное время, Леонард рискнул, выбрав короткий путь по льду залива Нортон. Восемьдесят километров упряжка шла ночью, в сильную бурю; лед трещал под нартами и лапами собак, была опасность того, что упряжка провалится или льдина оторвется и уйдет в море.
На северном побережье Леонард остановил нарты возле иглу, где провел предыдущую ночь, завел собак в хижину, накормил и взял сыворотку в тепло, надеясь, что через пару часов буря утихнет. Рано утром температура по-прежнему была 30 градусов ниже нуля, буря продолжала бушевать, и Леонарду пришлось продолжить переход в этих условиях.
Когда они достигли Головина, собаки упали без сил. Того больше не мог бежать — у него отнялись лапы. На момент гонки ему было десять лет. Зато сыворотка была всего лишь в 125 километрах от Нома. Всего упряжка Сеппала почти без перерывов прошла расстояние в 418 километров.
Последний участок пути вакцину везла свежая упряжка Гуннара Каасена, вожаком которой был тогда ещё молодой пес Балто; он также смог не сбиться с дороги в сильнейшей метели. Эта упряжка и доставила в Ном лекарство. Сыворотка была заморожена, но не повреждена, и её сразу же стали использовать. Пять дней спустя эпидемия была полностью остановлена.

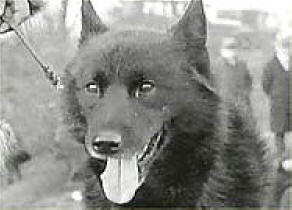
Балто, вожак Гуннара Кассена

СМИ прославили тех, кто доставил сыворотку в Ном. Балто стал настоящей звездой: в Голливуде был снят 30-минутный документальный фильм «Гонка Балто к Ному». Но слава скоро поблекла, заслуги забылись, и команда была продана неизвестному музыкальному продюсеру. В 1927 г. бизнесмен из Кливленда обнаружил собак в Лос-Анджелесе на выставке, неухоженных и полубольных. По его призыву жители Кливленда собрали $2000 на выкуп команды, и собаки прибыли в Кливлендский зоопарк, где и жили впоследствии.
Собачьи упряжки были основным средством передвижения на Севере, и эта гонка стала самым ярко освещенным прессой событием в езде на собаках, перед тем как мир пересел на снегоходы. Но до сих пор в длительных переходах очень часто используются упряжки как средство, безусловно, превосходящее снегоходы по надежности. А возрождение спорта «гонки на собачьих упряжках» началось в 1970-х и с тех пор только набирает обороты.

### Название породы
Термин «хаски» (искаженное «эски») изначально обозначал эскимосов. Впоследствии это название закрепилось за эскимосским хаски. Это собаки с густой шерстью, острой мордой со стоячими ушами и прямым хвостом. Когда первые представители чукотских собак прибыли в Северную Америку, для отличия от эскимосских хаски их стали называть сибирскими хаски, и это название сохранилось за ними по сей день.

### Дальнейшее улучшение гоночных характеристик
Ездовой спорт не стоял на месте и скорости сибирских хаски спортсменам уже не хватало. Они начали искать путь создания породы, которая, сохраняя достоинства сибирских хаски, показывала бы гораздо большую скорость. Этим путём стала метисация — смешение кровей лучших особей аборигенных ездовых пород, легавых и гончих пород собак и сибирского хаски. Полученные собаки оказались пригодны только к применению в ездовом спорте, зато они превзошли сибирских хаски по гоночным характеристикам. Сегодня их относят к отдельной породе — аляскинским хаски (не путать с аляскинским маламутом) — но эта порода не имеет стандарта и не признана МКФ, потому что является метисной группой, из-за чего собаки крайне разнотипны. Впрочем, спортсмены не хотят официального признания аляскинских хаски, потому что за этим последует неизбежное появление выставочной линии разведения породы, что отрицательно скажется на гоночных качествах собак. В настоящее время все победители аляскинских гонок ездят на упряжках, составленных именно из аляскинских хаски; каждый успешный спортсмен имеет свой «рецепт» создания лучших собак и хранит его в тайне.
Чистопородные сибирские хаски по-прежнему участвуют в гонках, однако сильно проигрывают метисам. Так, например, в 2010 году на аляскинских гонках Iditarod Trail Sled Dog Race лучшая упряжка, составленная из сибирских хаски, пришла 42-й (из 55) (каюр Блейк Фрекинг), поставив рекорд гонки для чистопородных собак (время: 11 дней 20 часов 39 минут 11 секунд, время лидера: 8 дней 23 часа 59 минут 9 секунд).

### Распространение по миру и возвращение в Россию
Ум и выносливость ездовой собаки оказались невостребованы, когда Е. Сили и Лорна Б. Демидофф вывели голубоглазую яркого черно-белого окраса собаку, впечатлив тем самым судей и выиграв призы за лучшую в своей группе и лучшую собаку на выставке.
Таким образом, порода сибирских хаски отошла от своих истоков и получила новое направление развития в качестве участника соревнований по красоте.
На породной выставке в 1997 году участвовало уже 14 собак. В 2000 году РКФ зарегистрировала 139 щенков хаски.
Собаки этой породы очень дружелюбны, это прекрасные напарники в играх для детей, они очень подвижны и неутомимы. Поэтому они продолжают набирать популярность. Но будущим хозяевам сибирского хаски выставочного разведения следует помнить, что это все же собака, не очень далеко ушедшая от рабочих предков, и пусть ей не требуются огромные нагрузки, делать из сибиряка диванную собачку не стоит. Ему требуются достаточно длительный выгул и пробежки с хозяином.

### Чукотские ездовые собаки, оставшиеся в России (порода «Чукотская ездовая»)
Аборигенные ездовые собаки до сих пор разводятся и эксплуатируются в некоторых деревнях и посёлках Чукотки и даже выделены в отдельную породу, «чукотская ездовая» (эта порода уже признана РКФ, однако пока не получила признания FCI). Культура разведения и использования ездовых собак на Чукотке сохранилась лишь в немногочисленных поселениях вдоль прибрежной полосы.
Таким образом, и «сибирский хаски», и «чукотская ездовая» с равным правом могут быть названы потомками чукотских ездовых собак начала XX века. Отличия между породами обуславливаются тем, что в США заводчики были сосредоточены больше на сохранении экстерьера собак в ущерб их рабочим качествам, а в России — на сохранении рабочих качеств в ущерб экстерьеру.
В отличие от сибирских хаски, «чукотская ездовая» сегодня относится к редким породам и за пределами Чукотки известна мало.

### Расслоение внутри породы Сибирский Хаски
Представителей породы сибирский хаски условно можно разделить на 3 группы — рабочие, гоночные и выставочные («шоу»).
Самые редкие — рабочие. Это то, с чего пошло хасководство во всем мире. «Рабочие лошадки», собачий вариант. Перевозящие не особо большой груз на большие расстояния, довольно быстро. Умные, неприхотливые. Не блещущие красотой, не очень быстрые, но потрясающе выносливые. Это собаки, на которых издревле возили почту, дрова, мясо. Как рабочих зверей хаски сегодня уже не используют. На севере есть свои аборигенные псы, их и эксплуатируют. Наиболее приближенным к рабочему использованию можно назвать туризм и катание на собаках. Такие собаки работают изо дня в день в течение всего сезона.
Хаски гоночные — это собаки для спорта. Скорости, которые они развивают, намного выше скоростей, характерных для «лошадок». Эти собаки специфичны по экстерьеру, очень моторны. Распространено мнение о гоночниках, что они неуправляемы, непослушны — это только миф. Такие собаки спокойно живут в городе и выставляются. Гоночники так же, в зависимости от деятельности делятся на подгруппы — так, для скиджоринга, упряжек из 2-4 собак, предпочтительны хаски ростом 60 см и выше. Это крупные, ногастые псы, способные быстро бегать малым составом и при этом волочь за собой хозяина. Гоночники, бегающие в шестерках и более крупных упряжках, более умеренны по росту. В целом, гоночные собаки отличаются от питомника к питомнику. У каждого питомника — свой тип гоночников, в зависимости от предпочтений владельца. Общая особенность всех гоночных хаски — короткий мех.
Хаски выставочные («шоу») — это собаки, работа которых заключается в показе на ринге. Успешная шоу-собака — это талантливый актёр. Шоу-собаки очень различны по экстерьеру, многое зависит от питомника. Но можно поделить выставочных хаски на две крупные подгруппы — на американских и европейских. Американские тяжелее, мощнее, и как правило, высокопередые (это особенность американского хендлинга и его влияние на развитие породы). Европейские псы легче и изящнее. Общая черта всех выставочных хаски — укороченная морда, что придает собаке более симпатичную внешность, но ухудшает прогрев вдыхаемого морозного воздуха.
Официальный стандарт породы на сегодня все ещё описывает рабочую собаку, не гоночную и не выставочную. Формально то и другое — это отклонения от стандарта. Однако в реальной жизни оценка в ринге производится по критериям и предпочтениям конкретного эксперта, а главная оценка на гонках — время, и на точное соответствие собаки стандарту эксперты смотрят далеко не всегда. Наиболее приближенными к официальному стандарту можно считать сибирских хаски британского разведения.

## Стандарт породы

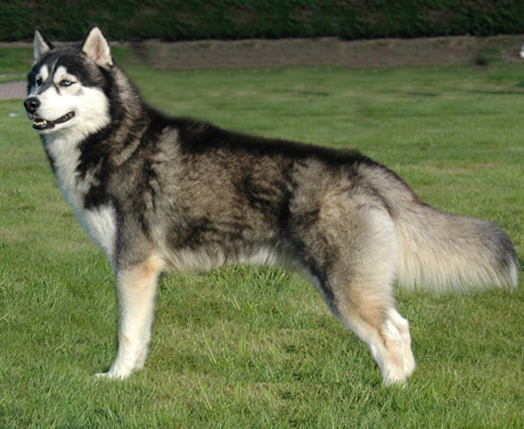

### Общий вид
Общий вид собаки породы сибирский хаски — это прежде всего облик легкости и быстроты. Это собака среднего роста, с компактным телосложением. При осмотре сбоку длина корпуса от плечелопаточного сочленения до седалищного бугра чуть больше высоты собаки в холке. Шерстный покров достаточно густой, с хорошо развитым подшерстком. Уши прямостоячие, хвост имеет форму пера. 
Собака прекрасно работает в упряжке, легко перевозит нетяжелые грузы. Животные выносливые, кобели внешне отличаются от самок более мощным костяком и пропорциями тела. Самки имеют более хрупкий и утонченный костяк, но назвать их слабыми нельзя. Если собак этой породы правильно кормить, они не имеют избыточного веса.

### Голова

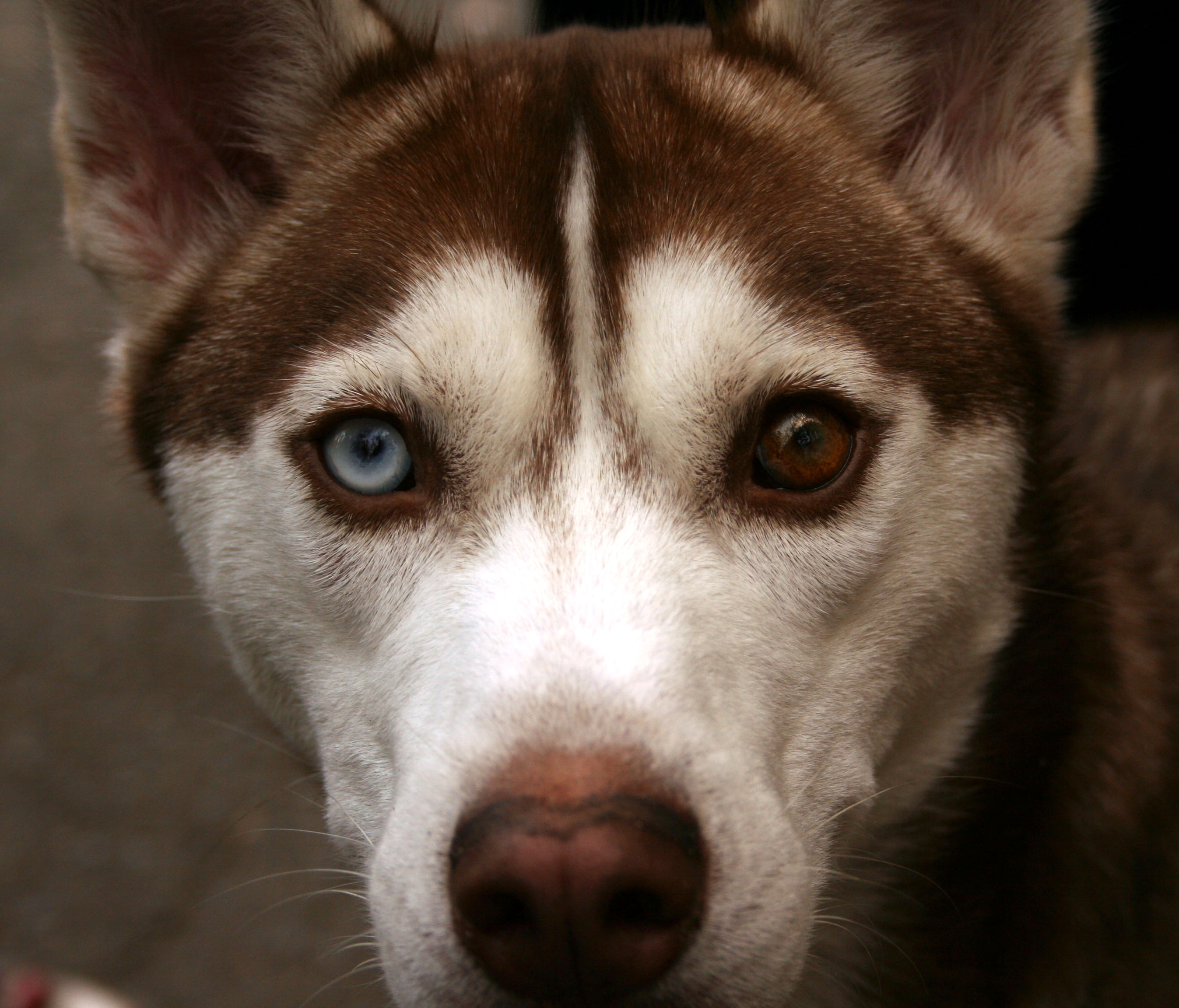

Грубая голова является недостатком этой породы, так же как и слишком легкая и утонченная голова. Расстояние от конца мочки носа до начала черепа должна равняться расстоянию от начала морды до затылка. Ширина морды средняя, губы имеют пигментацию и не должны быть рыхлыми. Сжатие челюстей примерно 50 атмосфер.
Уши среднего размера; треугольные по форме, не слишком отстоящие друг от друга и расположенные высоко на голове. Толстые, хорошо опушённые, без наклона вперед, только крепко стоячие, со слегка закругленными кончиками, направленными строго вверх.
Глаза должны быть миндалевидной формы, умеренно широко расставленные, слегка косо расположенные. Цвет глаз может быть от карих до голубых, также возможна гетерохромия (различия в окраске радужных оболочек). Недостатками являются слишком близко или далеко посаженные глаза.

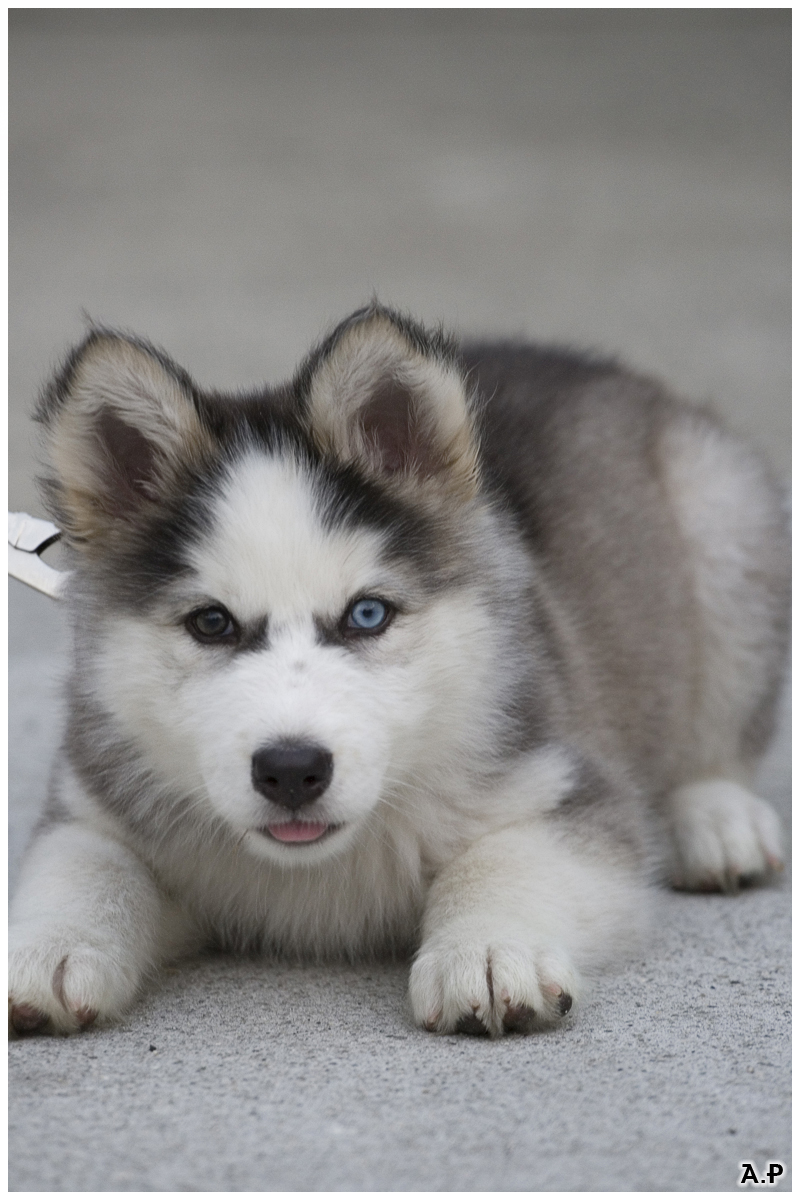
Щенок хаски

### Шея и грудь
Шея — поднятая при стоячем состоянии собаки, средней длины, достаточно изогнутая и поднятая. Если животное движется рысью, шея вытянута, благодаря чему голова достаточно выдвинута вперед. Недостатками является слишком массивная шея, длинная или короткая.
Плечи по стандарту должны иметь косую лопатку, которая располагается под углом 45 градусов к горизонтали. Плечо не должно находиться перпендикулярно поверхности земли. Недостатком является прямое и слишком свободное, так называемое разболтанное плечо.
Грудь хаски глубокая и мощная, хотя и не очень широкая. Ребра расходятся от позвоночника в стороны, но не мешают свободному движению. Слишком широкая или бочкообразная грудь является недостатком породы.

### Передние и задние конечности
Передние конечности сибирских хаски выглядят умеренно широко расставленными, обязательно параллельными и прямыми, локти должны плотно прилегать к туловищу, пясти слегка наклонные. Длина ноги от локтя до пальцев больше расстояния от локтя до холки животного. Недостатками являются слишком широко поставленные локти.

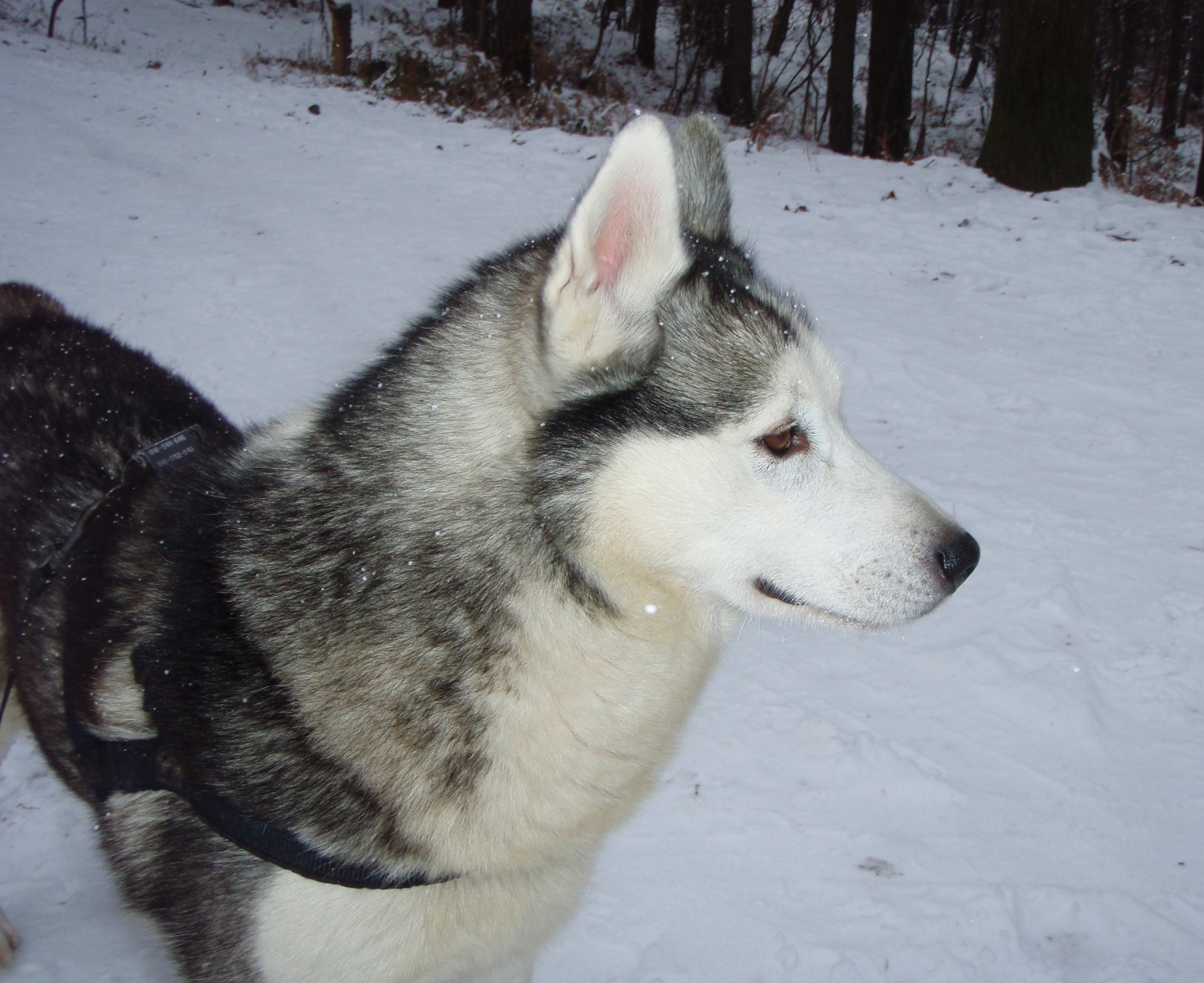
Хаски

Задние конечности также параллельные и умеренно широко поставленные. Мощные бедра, угол скакательного сустава достаточно выражен.
При движении лапы собаки остаются прямыми и не выворачиваются ни внутрь, ни наружу. Недостатками является рыхлая лапа, слишком крупная, или, наоборот, мелкая и хрупкая. Пальцы, смотрящие внутрь лапы, также считаются недостатком породы.
Подушечки лап хорошо адаптированы к снегу, периодическая очистка лапы от набивающегося в промежутки между пальцами льда — не требуется. Однако при активном движении по твердому насту лапы травмируются. Для защиты от этого многие каюры используют специальную «обувь», которая надевается на лапы собакам.
На передних лапах имеются прибылые пальцы. Эти пальцы не являются рудиментарными, они необходимы собаке чтобы чесать морду. Однако некоторые каюры делают своим собакам операцию по удалению прибылых пальцев, для устранения опасности травмирования лап при надевании обуви.

### Хвост
Хвост у животного хорошо опушённый, напоминает хвост лисы, посажен ниже линии верха, в спокойном состоянии выпрямлен и опущен, в насторожённом состоянии поднят над спиной красивым серпом. Хвост не закручивается набок и не лежит на спине. Шерсть на хвосте средней длины, равномерно распределена. Недостатки: залом хвоста, туго закрученный хвост; излишне опушенный хвост; слишком низкий или слишком высокий постав хвоста.

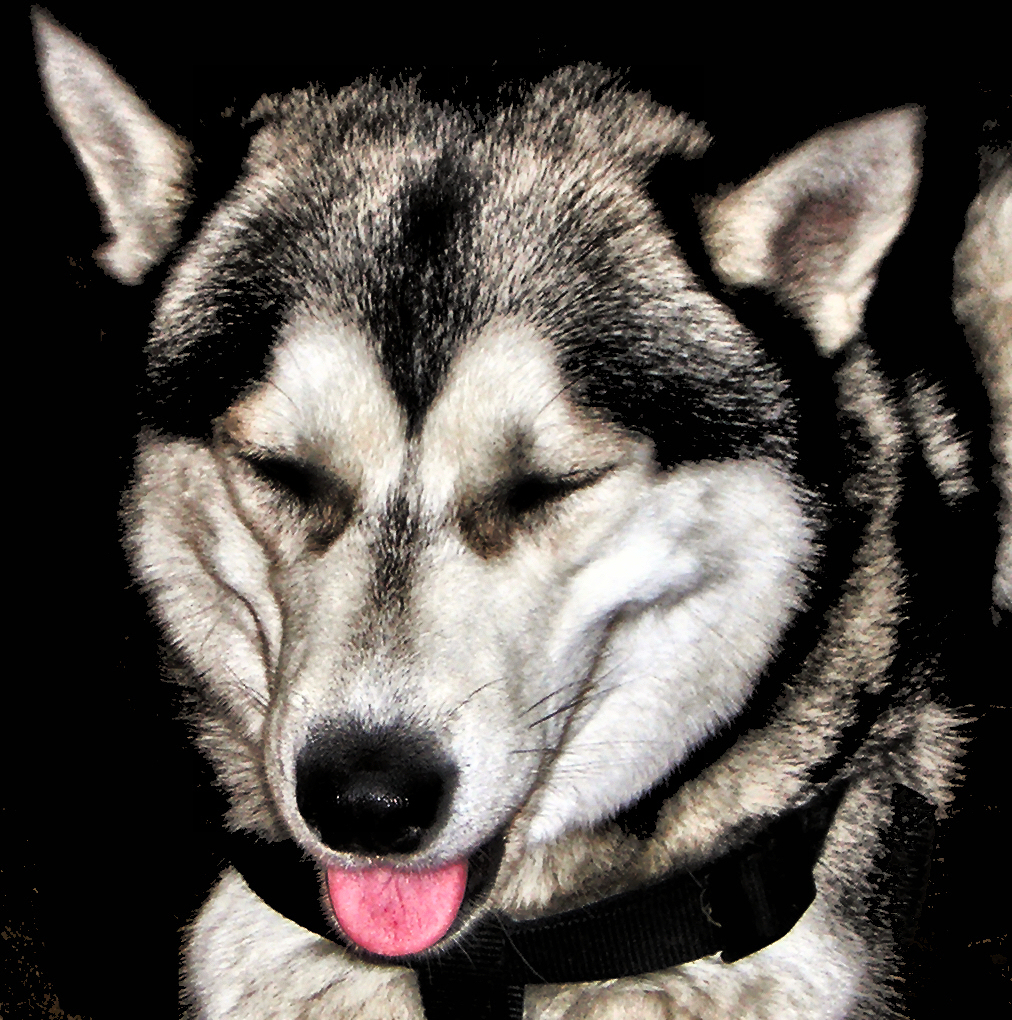

### Окрас
Согласно стандарту, окрас сибирского хаски может быть практически любой: от чёрного до белого, с отметинами и полосами по всему туловищу. Наиболее популярными являются черно-белый и серо-белый окрас. Реже встречается коричнево-белый и палевый, пиболд (пятнистый) окрас. Чистый чёрный, коричневый (без белого) и чисто белый окрасы крайне редки, но не являются дисквалифицирующими. Типичным, хотя и не обязательным, является наличие маски вокруг глаз (чёрной или белой) и двойной вертикальной полоски на лбу у основания носа.

### Шёрстный покров
Шерсть у сибирского хаски не длинная, но достаточно густая, создающая впечатление хорошо «одетого» животного, очень теплая, позволяющая собаке легко спать на снегу в 25-градусный мороз без риска замерзнуть.  Подшерсток очень мягкий и густой, отлично держащий ость, которая лежит гладко, не топорщится. В период линьки подшерстка у собаки не бывает, для того чтобы придать животному более аккуратную форму, его подвергают триммингованию на боках и между пальцами. На других участках тримминг не допускается, и в случае нарушения собака снимается с соревнований. Недостатком шерстного покрова является длинная, грубая, слишком мягкая или жесткая шерсть.

### Движения
Для собак этой породы характерен аллюр ровный и легкий. Собака очень быстрая и легкая. При взгляде на животное спереди следы не образуют одну линию. Недостатками являются неуклюжее движение, движение укороченным шагом, перекрещивание конечностей, занос задней части туловища при беге.
Чем быстрее бег хаски, тем он кажется более легким и свободным, кажется, что животное летит над поверхностью земли.

### Размеры и вес

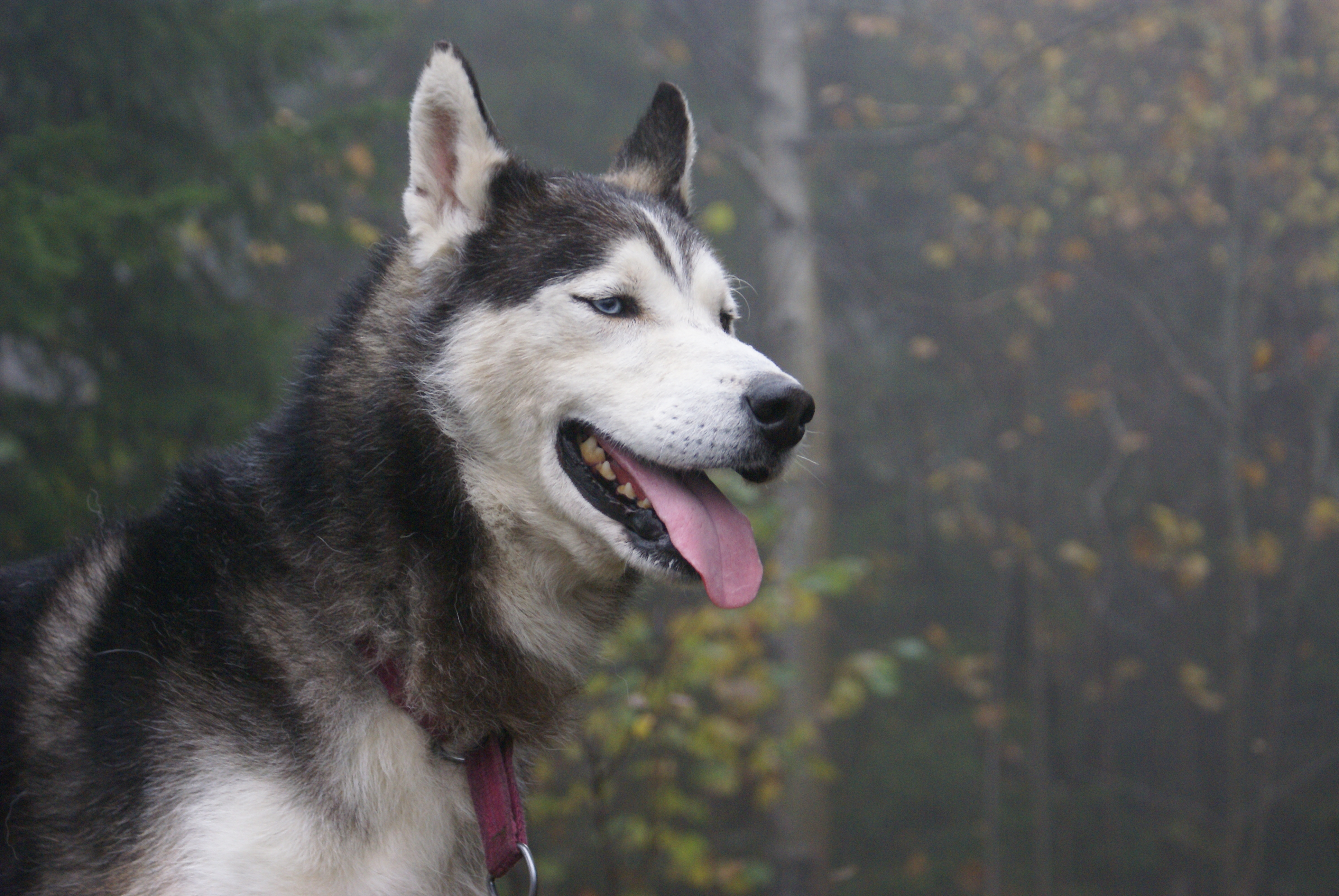

Размеры кобелей и сук не слишком отличаются. Высота в холке кобелей — от 54 до 60 см, сук — от 50 до 56 см. Вес животного должен быть пропорционален его росту, различные размерные пределы допускают довольно большой разброс в цифрах, но кобели редко бывают тяжелее 28 кг, а суки — 23 кг. Слишком высокие, выходящие за пределы стандарта породы животные дисквалифицируются и не допускаются к племенному разведению.

### Резюме
Важнейшие характеристики породы — это средний размер, крепкий костяк, гармоничное сложение, легкие и свободные движения, густой шерстный покров, приятная форма головы и ушей, «лисий» хвост и мягкий характер.
Собака приспособлена к большим физическим нагрузкам, поэтому она давно используется в качестве ездовой собаки. Так же породу хаски часто используют для спасательных операций так как собака имеет прекрасный нюх и дружелюбна к человеку.

## Характер
Дружелюбный и спокойный, но вместе с этим живой.
Хаски нежелательно запирать в квартире, хотя такая практика и не редкость, животное крайне активное и требовательное к вниманию. В среднем для комфортного обитания собаке необходимо 15 квадратных метров. Из хаски получаются превосходные няньки для детей, все благодаря терпимости и дружелюбию данной породы.
Собаку можно использовать в качестве охотничьей (охотится, но не приносит добычу). Собака излишне самостоятельна, поэтому плохо годится на роль служебной.
Попытки разблокировать агрессию в отношении человека, как правило, заканчиваются получением собаки с нарушенной психикой, что при физических возможностях этой собаки представляет опасность для окружающих. Данную породу категорически нельзя использовать в качестве охранной.
Сибирский хаски легко обживается на новом месте и плохо подходит для квартирного содержания. Имеет отличные умственные способности, которые почти не требуют дополнительного развития, однако рекомендуются частые игры и занятия. В последнее время эта порода стала очень популярной благодаря своей необычной внешности. Однако хаски требуются большие физические нагрузки, долгие прогулки и регулярная «зарядка для ума» (занятия послушанием, фрисби, аджилити, походы по новым для собаки местам и пр.)
Сибирские хаски имеют склонность к убеганию. Известен случай, когда закрытая в сельском доме собака мордой в прыжке выбила стекло, выпрыгнула в окно и направилась искать остальную часть своей «стаи». Кроме того, они быстро учатся открывать двери, они отличные копатели, неплохо прыгают и способны перелезать даже через высокий забор, что осложняет их удержание в пределах огороженной забором территории.

## Уход
Собака очень чистоплотная, не слюнявая, шерстный покров и кожа не имеют запаха. Линька проходит два раза в год естественным образом, без подстригания. Особого ухода животное не требует, во время линьки подшерсток (довольно густой) вычесывается, чем облегчается течение процесса.
Существует распространённый миф, что собаки этой породы нуждаются в огромных физических нагрузках, что их нужно выбегивать. Однако, больший упор нужно сделать на интеллектуальные нагрузки: поисковые и развивающие игры, прогулки по новым маршрутам, поездки в новые места.

## Охотничий инстинкт
Особенностью разведения большинства северных аборигенных собак (эта традиция сохраняется и поныне) является кормление упряжечных собак только в зимний сезон, когда выпадает снег и они начинают эксплуатироваться в санной упряжке. А весной, когда снег сходит, упряжка распускается и до осени живёт исключительно на подножном корму. Благодаря образованному этим давлению отбора, неотъемлемым свойством всех ездовых собак является сильно выраженный охотничий инстинкт. В основном рацион сибирских хаски составляют полевые мыши и мелкие птицы, однако встречаются упоминания, что одиночный хаски вполне способен догнать и растерзать зайца, а стая из нескольких хаски вполне способна завалить и утащить козу.
При современном городском содержании подобное свойство сибирских хаски приносит определённые проблемы. Так, например, если щенок хаски растёт в доме, где содержат кота, в большинстве случаев он на кошек не охотится. В противном случае, очень вероятно, что он будет охотиться на кошек и убивать их, что иногда вызывает конфликты с соседями.
В дачной и сельской местности склонность хаски к скотничеству (то есть охоте на домашнюю птицу и скотину) также может оборачиваться источником серьёзных конфликтов.
Стоит добавить, что хотя основная функция сибирских хаски — работа в упряжке, коренные народы севера никогда не делили своих лаек на охотничьих, ездовых и оленегонных, применение этих собак было универсальным.

## Охранные качества
Охранные качества у породы сибирский хаски, так же как и пастушеские, полностью отсутствуют. Территориальность у сибирских хаски сведена практически к нулю.
При нормальном развитии не способен укусить человека ни при каких обстоятельствах. Подобное поведение демонстрируют всего четыре породы: сибирский хаски, аляскинский маламут, ньюфаундленд и самоедская собака.
Однако в случае угрозы жизни собака будет защищаться.